# Всё то, что сверкает
«Всё то, что сверкает» (фр. Tout ce qui brille) — комедия Эрве Мимрана и Джеральдин Накаш 2010 года.

## Сюжет
Две подруги настолько близки друг к другу, что все думали что они сёстры, они все делят между собой и даже мечта у них одна на двоих и за неё они готовы многое отдать. Они живут за десять минут езды от Парижа, семьи их плохо обеспечены, а Лила и вовсе живёт одна с мамой, потому что отец их бросил. Девушкам приходиться работать, но этих денег, ни на что не хватает. Они мечтают о красивой и богатой жизни. Их привлекает всё, что сверкает и блестит. Девушки обожают тусовки, вечеринки и по мере возможности пытаются их посещать. Однажды в ночном клубе Лила знакомиться с обеспеченным мужчиной по имени Макс. Девушка влюбляется и всё свободное время проводит вместе с ним. Они вместе гуляют, ходят на вечеринки, в рестораны, он дарит Лиле подарки-вроде как все идёт по маслу. Но оказывается, что у Макса есть девушка. Параллельно с этим в неё влюблён приятель Эрик, он пытается добиться внимания девушки, но всё безрезультатно. В том же ночном клубе девушки заводят знакомство с двумя женщинами, любящие весёлые компании и вечеринки. Агата и Джоан приглашают девушек к себе домой. Лила и Эли выдают себя не за тех, кем они являются и часто врут окружающим. Но правда всегда выходит на поверхность. Вся эта ложь ссорит девушек между собой, потому что Лила ведёт себя ужасно, а Эли это совершенно не нравится. Смогут ли девушки сохранить свою дружбу и стать близкими как раньше?

## В ролях
- Жеральдин Накаш — Эли
- Лейла Бехти — Лила
- Виржини Ледуайен — Агата
- Фам Линь Дан — Джоан
- Одри Лэми — Кароль
- Симон Бюре — Макс
- Ману Пайе — Эрик, жених Лилы
- Даниэль Коэн — Марис, отец Эли, таксист
- Нану Гарсия — Даниэль, мать Эли
- Фейрия Делиба — Надя, мать Лилы
- Люси Бурде — Анна
- Надер Буссандель — Слим
- Жанна Феррон[фр.] — Госпожа Ублуп
- Александр парень — Элвис
- Сабрина Уазани — Сандра
- Мария Дуксеши — Жиль
- Паскаль Демолон — таксист
- Себастьен Кастро — режиссёр